# 海尔纳德派特里
海尔纳德派特里，是匈牙利包尔绍德-奥包乌伊-曾普伦州所辖的一个村。总面积17.11平方公里，总人口255，人口密度14.9人/平方公里（2011年1月1日）。